# Ângelo Moreira da Costa Lima
Ângelo Moreira da Costa Lima (Río de Janeiro, 29 de junio de 1887 — ibíd. 20 de mayo de 1964) fue un médico, entomólogo e investigador brasileño, cuyo trabajo fundamentó los estudios de la entomología agrícola brasileña.

## Biografía
Actuó como inspector sanitario en Pará, en un programa de control de la fiebre amarilla coordinado por Oswaldo Cruz.
En 1913, fue biólogo del Instituto Oswaldo Cruz, integrando un grupo de pesquisa que inició el estudio de los diversos mosquitos, dentro de ellos el Aedes aegypti. Al año siguiente, se convirtió en profesor de Entomología en la ESAMEV, Escuela Superior de Agricultura y Medicina Veterinaria, actual UFRRJ.
Allí, en la ESAMEV, Costa Lima desarrolló trabajos memorables en el campo de la entomología, área que lo imortalizó, siendo considerado el mayor entomólogo del Brasil.

## Algunas publicaciones
- Quarto catálogo dos insetos que vivem nas plantas do Brasil, seus parasitos e predadores. Vol. 2. Con Aristótles Godofredo d' Araújo e Silva. 1968

## Honores
El 8 de diciembre de 2006, fue inaugurado en la UFRRJ, el Espacio Memorial Costa Lima, como parte de las conmemoraciones de los 90 años de la Colección Entomológica Costa Lima.